# Aeroportul Mukah
Aeroportul Mukah (IATA: MKM, ICAO: WBGK) este un aeroport din Mukah⁠(d), Bahagian Mukah⁠(d), Sarawak, Malaysia ce deservește zona Bahagian Mukah⁠(d). Aeroportul a fost tranzitat în 2021 de 17.387 de pasageri.
Situat la o altitudine de 4 m, aeroportul dispune de o singură pistă. Este operat de Malaysia Airports⁠(d).